# 洪世胤
洪世胤（1570年—1602年），號涧阳，山西平陽府蒲州軍籍，明朝政治人物。

## 生平
萬曆十三年（1585年）乙酉科山西鄉試舉人，二十六年（1598年）戊戌科進士，都察院觀政，二十七年授戶部江西司主事，管崇文門稅課，二十九年管滸墅鈔關，三十年管象房草場，本年告病卒。

## 家族
曾祖洪璽。祖父洪九疇。父洪忻，官陕西副使。